# Granaglione
Granaglione (emilianisch: Granajån) ist eine Fraktion der italienischen Gemeinde (comune) Alto Reno Terme in der Metropolitanstadt Bologna, Region Emilia-Romagna.

## Geografie
Der Ort liegt etwa 52 Kilometer südwestlich von Bologna auf 493 m s.l.m. auf der orographisch linken Talseite des vom Reno durchflossenen Reno-Tals im toskanisch-emilianischen Apennin an den südlichen Ausläufern des Monte di Granaglione  1221 m s.l.m.

## Geschichte
Granglione war bis 2015 eine eigenständige Gemeinde und schloss sich am 1. Januar 2016 mit der Nachbargemeinde Porretta Terme zur neuen Gemeinde Alto Reno Terme zusammen. Zum Gemeindegebiet von Granaglione gehörten auch die Ortsteile Biagioni, Borgo Capanne, Casa Calistri, Casa Forlai, Lustrola, Madognana, Molino del Pallone, Ponte della Venturina und Vizzero.
Die Gemeinde Granaglione war die südlichste Gemeinde der Metropolitanstadt Bologna, nahe an der Grenze zur Toskana (Provinz Pistoia), von der durch die Wasserströme Reno und Orsigna, seinem linken Nebenfluss getrennt wird. Der Flussverlauf vom Rio Maggiore zeichnet hingegen die Grenze zur ehemaligen Gemeinde Porretta Terme ab.

Das ehemalige Gemeindewappen

Das Gemeindegebiet erstreckte sich größtenteils an den steilen Bergfüssen der Berge, die das Reno-Tal westwärts krönen und erstrecken sich in weniger gewundenen Höhen nur im Gebiet um die Ortschaften Borgo Capanne, Varano, Madognana, wo die letzten Strebepfeiler vom Monte di Granaglione sanfter nach Porretta absteigen.